# Independientes por Extremadura
Independientes por Extremadura (IPEX) es un partido político de Extremadura (España) formado por diferentes formaciones independientes de toda la comunidad autónoma. Se inscribió en el registro de partidos políticos del Ministerio del Interior el 28 de septiembre de 2006.
Han concurrido a las elecciones autonómicas y municipales de 2007. En las primeras obtuvieron 8.389 votos, un 1,28%, siendo la cuarta fuerza política de la región, pero sin obtener representación. En las municipales, en las que se presentaban en 47 municipios, obtuvieron 12.693 votos (1,92%), que se tradujeron en 85 concejales. Diez de ellos fueron en la localidad pacense de Zahínos donde fueron mayoría absoluta en 2007. Merced a acuerdos con el Partido Popular, participaron en el equipo municipal de Moraleja (un concejal) y Jerez de los Caballeros (tres concejales) y gobiernan en Eljas (cuatro concejales) y Orellana la Vieja (cuatro concejales).
- En el año 2015 se integran en Coalición Extremeña conformada por:
  - Partido Regionalista Extremeño (PREx)
  - Convergencia Regionalista de Extremadura (CREx)
  - Convergencia por Extremadura (CEX)
  - Independientes por Extremadura (IPEX)

- Se presentaron dentro de la coalición a las Elecciones a la Asamblea de Extremadura de 2019:
  - Unidas por Extremadura (Podemos-IU-Extremeños-Equo)
    - Podemos
    - Izquierda Unida
    - Coalición Extremeña
    - Equo